# Samsø Herred

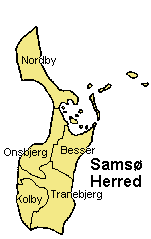
Samsø Herred

Samsø Herred was een herred in het voormalige Holbæk Amt in Denemarken. De herred omvatte het gehele eiland Samsø. Eerder was het gedeeld in een noorder- en een zuiderherred. Bij de bestuurlijke reorganisatie van 1970 werd het eiland een deel van de nieuwe provincie Aarhus.
De herred was verdeeld in vijf parochies. 
- Besser
- Kolby
- Nordby
- Onsbjerg
- Tranebjerg

In 2014 zijn deze vijf gefuseerd tot een nieuwe parochie die het hele eiland omvat.